# Саудакент
Саудаке́нт (каз. Саудакент) — село у складі Сарисуського району Жамбильської області Казахстану. Адміністративний центр Байкадамського сільського округу.
До 1993 року село називалося Байкадам, в часи існування Жанатаської міської ради обласного підпорядкування було центром району.
Населення — 5275 осіб (2021; 5313 у 2009, 5864 у 1999, 7203 у 1989).